# Dziurdziów

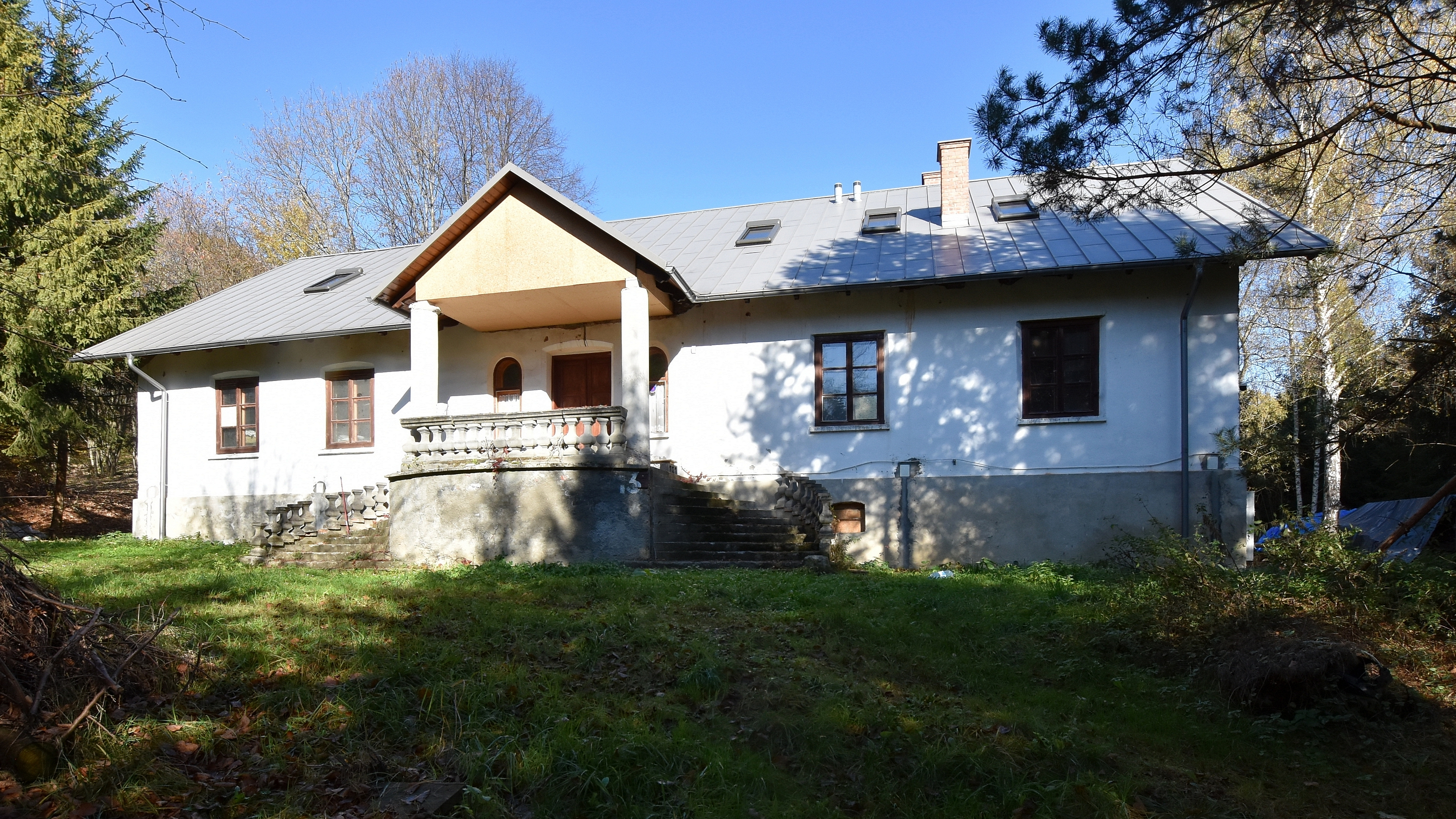
Zabytkowy dwór

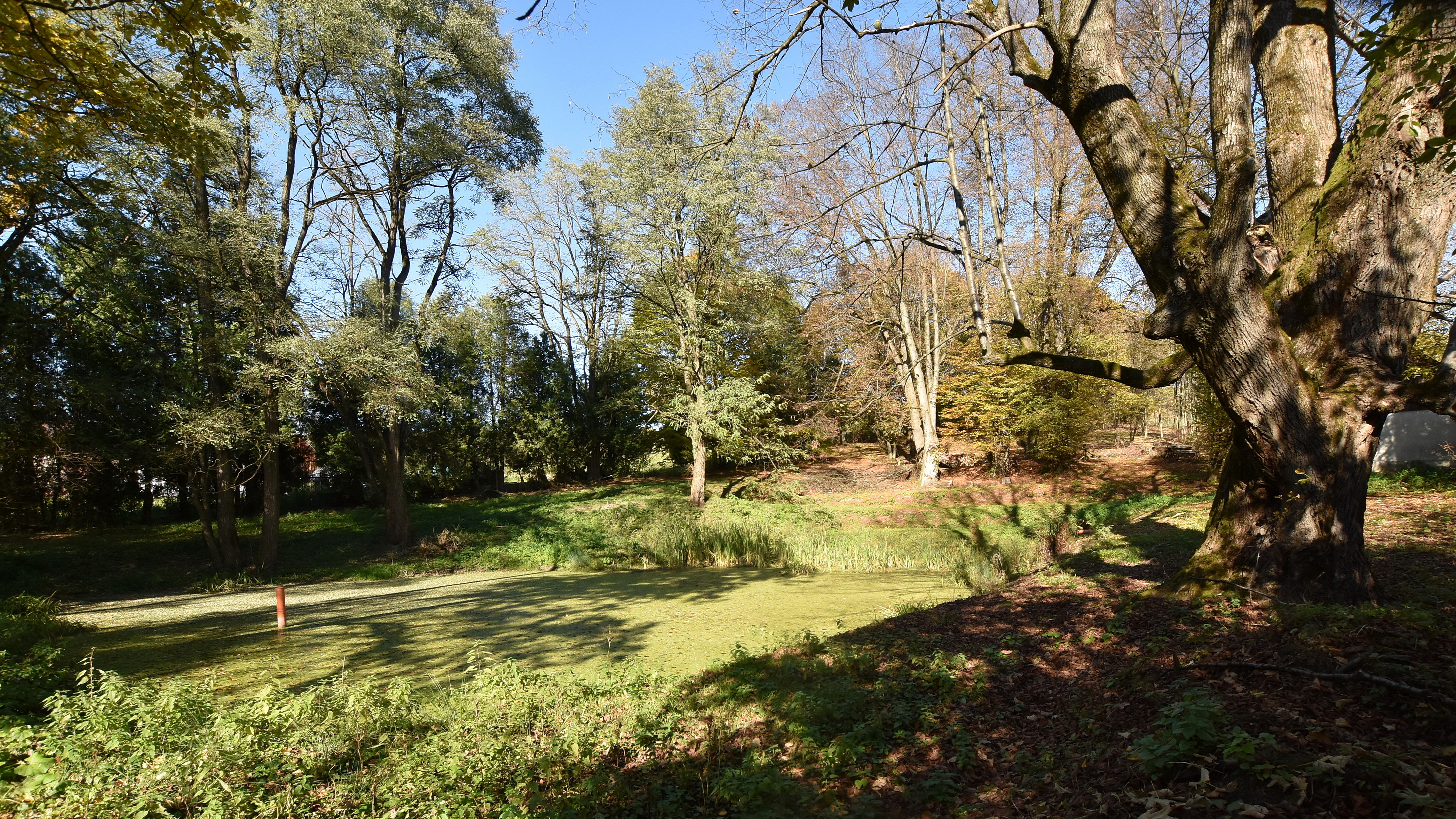
Park dworski

Dziurdziów – wieś w Polsce położona w województwie podkarpackim, w powiecie leskim, w gminie Lesko.

## Historia
Nazwa miejscowości pochodzi z języka wołoskiego, zapewne od imienia zasadźcy (por. rum. Giurgiu - "Jerzy").
19 grudnia 1480 r. trzej bracia Balowie: dokonali podziału dóbr po zmarłym ojcu Janie Balu. Starszym braciom Maciejowi i ks. Piotrowi zapisano wsie: Dziurdziów, Hoczew, Terpiczów (Bachlawę), drugi Terpiczow (Średnią wieś), Berezkę, Wołkowyję Wielką, Terkę, dwie wsie, Bereźnicę Wyżną i Żernicę z lasami należącymi do tych wsi.
W połowie XIX wieku właścicielem posiadłości tabularnej w Dziurdziowie był Emilian Rylski. W 1893 właścicielem posiadłości tabularnej w Dziurdziowie był Franciszek Gostwicki.
W czasie Spisu Powszechnego w 1921 odnotowano, iż w 78 domach zamieszkiwało w Dziurdziowie 445 mieszkańców (375 grekokatolików, 63 rzymskich katolików, 7 żydów). 15 września 1944 wieś została zajęta przez wojska radzieckie. Po II wojnie światowej część greckokatolickich mieszkańców wysiedlono, a ich miejsce zajęli osadnicy z Podhala.
W latach 1975–1998 miejscowość administracyjnie należała do województwa krośnieńskiego.

## Zabytki
- Murowany dworek zbudowany w II poł. XIX wieku
- Prawosławna cerkiew filialna (do 1956 greckokatolicka) pw. Narodzenia Najświętszej Maryi Panny z 1899 (przebudowana w 1928), obecnie należy do parafii w Morochowie[11].